# Старая Шараёвщина (Бобруйский район)

Корчма

Старая Шараёвщина (бел. Старая Шараёўшчына ) — деревня в составе Химовского сельсовета Бобруйского района Могилёвской области Республики Беларусь.

## География
Деревня Старая Шараёвщина находится в 12 км к востоку от города Бобруйска, в 2 км к северу от автомобильной дороги Р-43 Ивацевичи-граница РФ (Звенчатка), при автомобильной дороге Н10089 Ясный Лес-Слобода. При речке Титовке (речка канализирована).

## Население

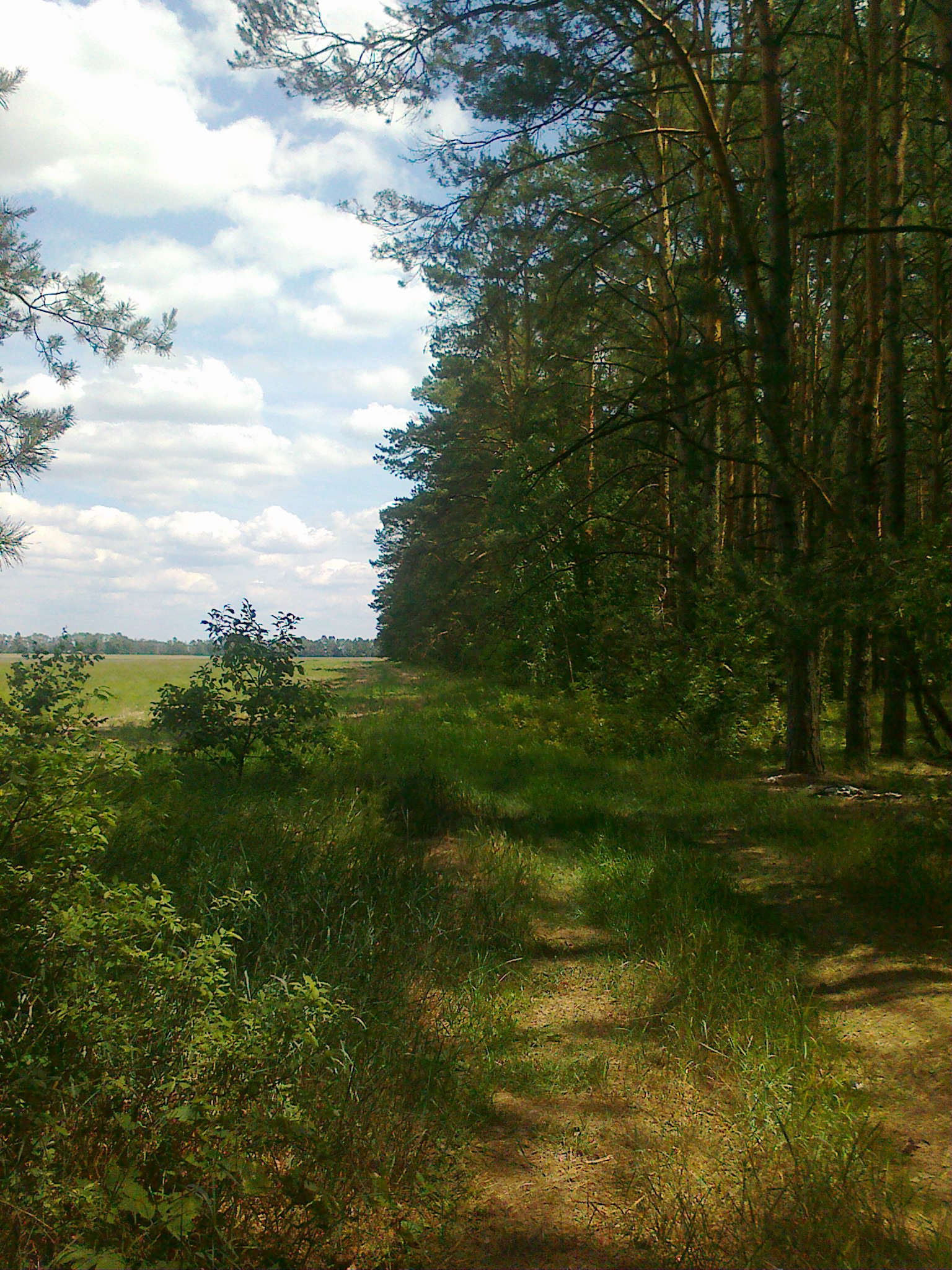
Лес у деревни Старая Шараёвщина

- 1857 год — 111 человек
- 1897 год — 226 человек
- 1907 год — 310 человек
- 1917 год — 280 человек
- 1926 год — 244 человека
- 1959 год — 248 человек
- 1970 год — 199 человек
- 1986 год — 135 человек
- 1997 год — 76 человек
- 2007 год — 76 человек
- 2014 год — 59 человек

## История
Впервые в письменных источниках упоминается в Инвентарных актах Бобруйского староства в 1639 году как «грунт пана Ивана Ширая», шляхетская собственность, при почтовой дороге Бобруйск-Брянск. Во второй половине XVIII века деревня в составе Бобруйского староства Речицкого повета Минского воеводства Речи Посполитой, собственность Радзивиллов. После 2-го раздела Речи Посполитой с 1793 года в составе Российской империи. С 1795 года в составе Бобруйского уезда Минской губернии. В первой половине XIX века в собственности помещиков Кельчевских. В начале XIX века работает стеклянный завод (принадлежит Ивану Кельчевскому, предводителю бобруйского уездного дворянства с 1797 по 1805 годы).
19 января 1869 года родился Кельчевский, Анатолий Киприанович военачальник русской Императорской армии и Донской армии Всевеликого Войска Донского, генерал-лейтенант (1917). Благодаря географическому положению (через деревню проходила старая Брянская дорога) в Шараёвщине в XIX веке находилось четыре корчмы. К западу от деревни находилось болото Великое. Во второй половине XIX века на территории болота проводились мелиоративные работы. Осушение болота позволило провести торфоразработки на данном участке. В 1857 году в деревне 111 жителей православного вероисповедания, прихожане Николаевской церкви села Павловичи. С 1861 года Шараёвщина в составе Бортниковской волости Бобруйского уезда Минской губернии. Рядом с деревней образован фольварок Шараёвщина. В 1897 году село Шараёвщина, 26 дворов, действует церковь. В 1917 году открыта начальная школа, в которой в 1925 году было 43 ученика. В 1925 году организовано сельскохозяйственное товарищество «Маслодел». В 1931 году 19 крестьянский хозяйств создали колхоз «Пролетарий», действовала кузница. Во время Великой Отечественной войны 18 односельчан погибли на фронте. В 1986 году 65 домохозяйств в составе колхоза «имени В. И. Ленина», ферма КРС, установка по приготовлению витаминной муки. Работают магазин и комбинат бытового обслуживания населения.
| год                | 1857       | 1897 | 1907 | 1917 | 1926 | 1986 | 1997 | 2007 | 2014 |
| ------------------ | ---------- | ---- | ---- | ---- | ---- | ---- | ---- | ---- | ---- |
| количество дворов  | нет данных | 26   | 50   | 60   | 52   | 65   | 44   | 40   | 32   |
| количество жителей | 111        | 226  | 210  | 280  | 244  | 135  | 76   | 76   | 59   |

## Археологический памятник
В 0,4 км от деревни Старая Шараевщина находится археологический памятник XI—XIII веков — курганный могильник, принадлежал дреговичам. Местное название французские курганы. 19 насыпей высотой 0,6-2,1 м, диаметром 8-13 м. Курганы открыл и исследовал в 1892 году В. З. Завитневич, раскопки произведены в 9 курганах. Погребальный обряд в захоронениях — трупоположение на горизонте, головой на запад. В одном из курганов прослеживаются остатки погребальных сооружений. Найдены горшки, кольца, серьги, перстни, мониста. Памятник обследовал в 1978 году П. Ф. Лысенко.

## Родина Героя Советского Союза
Шмыгун Аркадий Карпович родился 20 сентября 1908 года в деревне Шараевщина Бобруйского района. Родом из крестьянской семьи. Белорус. В Красной Армии служил с 1930 года. В 1936 году окончил курсы лейтенантов, в 1938 году курсы «Выстрел». В 1939 году ушел на преподавательскую работу.
… Детство было нелегким: жили в бедности. Ещё труднее стало, когда отец и мать умерли. Закончив четыре класса Химовской школы, Аркадий пошел работать на строительство дороги в Бобруйске. В 1930 году был призван на службу в Красную Армию. Остался там сверхсрочно. Оказавшись в Минске, закончил 8 классов, затем командные курсы и получил офицерское звание.
Война Аркадия Карповича застала в Ярославле, где он продолжал нести воинскую службу. Неожиданно его переводят в Москву, но на фронт отправлять не торопятся. Кадровый офицер Шмыгун не мог с этим мириться. Рапорт за рапортом писал он в разные инстанции с просьбой отправить его на передовую, но каждый раз приходил один и тот же ответ: «Временно отказать»…
… Август 1944-го был для майора Шмыгуна радостным. Наконец его просьбу отправить на фронт удовлетворили и назначили заместителем командира175-й стрелковой дивизии, которая входила в состав Первого белорусского фронта.
В январе 1945 года советские войска вели бои за Вислу и Варшаву. Аркадий Карпович в этих боях зарекомендовал себя офицером, способным правильно оценить боевую обстановку и принять правильное решение…
… В боях за Варшаву майор Шмыгун участвовал уже как командир 277-го стрелкового Карельского Краснознаменного полка. Этот полк первым форсировал Вислу, героически удерживал завоеванные рубежи и два дня вел жестокие бои за польскую столицу.
Кроме орденов Красного Знамени, Суворова 3-й степени и Александра Невского, которые Аркадий Карпович получил ранее за героические подвиги в борьбе с гитлеровскими завоевателями, за взятие Варшавы он был удостоен двух грамот Верховного Главнокомандующего…
… Не жалея собственной жизни, в самых трудных условиях А. К. Шмыгун находился на главном направлении. Особенно отличился он в боях на реке Одер, при прорыве мощной защиты противника на подступах к Берлину. Полк Шмыгуна прошел здесь с боями около 100 километров, участвовал в освобождении 20-ти населенных пунктов, из которых 6 крупных пригородов Берлина.
…Шел апрель 1945 года. Светило теплое, ласковое солнце. Чувствовалась весна не только в природе, но и в сердцах людей: приближалась долгожданная Победа. Советские войска начинали последнюю генеральную битву на немецкой земле. Войска 1-го Белорусского фронта перешли в наступление 16 апреля. 277-й стрелковый полк Шмыгуна действовал в первом эшелоне и штурмовал сильно укрепленную оборону врага. Фашисты обрушили на наших бойцов ураганный огонь. Майор Шмыгун руководил боем с наблюдательного пункта, который находился рядом. Когда создалось трудное положение и солдаты залегли, майор Шмыгун сам повел полк в атаку. С дружными криками: «Ура!» бойцы ворвались в окопы фашистов, враг начал отступать. Майор Шмыгун выскочил из окопа и крикнул:
— За мной! На Берлин!
Это были последние слова бесстрашного командира из белорусской деревушки Старая Шараевщина. Вражеская пуля оборвала жизнь белорусского смельчака.
Указом Президиума Верховного Совета СССР от 31 мая 1945 года Аркадию Карповичу Шмыгуну было посмертно присвоено звание Героя Советского Союза…
(Яна Скуратович, газета «Трыбуна працы»)

## Планировка
Планировка населенного пункта представляет широтно ориентированную улицу. Двухсторонняя застройка деревянными домами усадебного типа.